# Artonde centralkommittén i Kinas kommunistiska parti

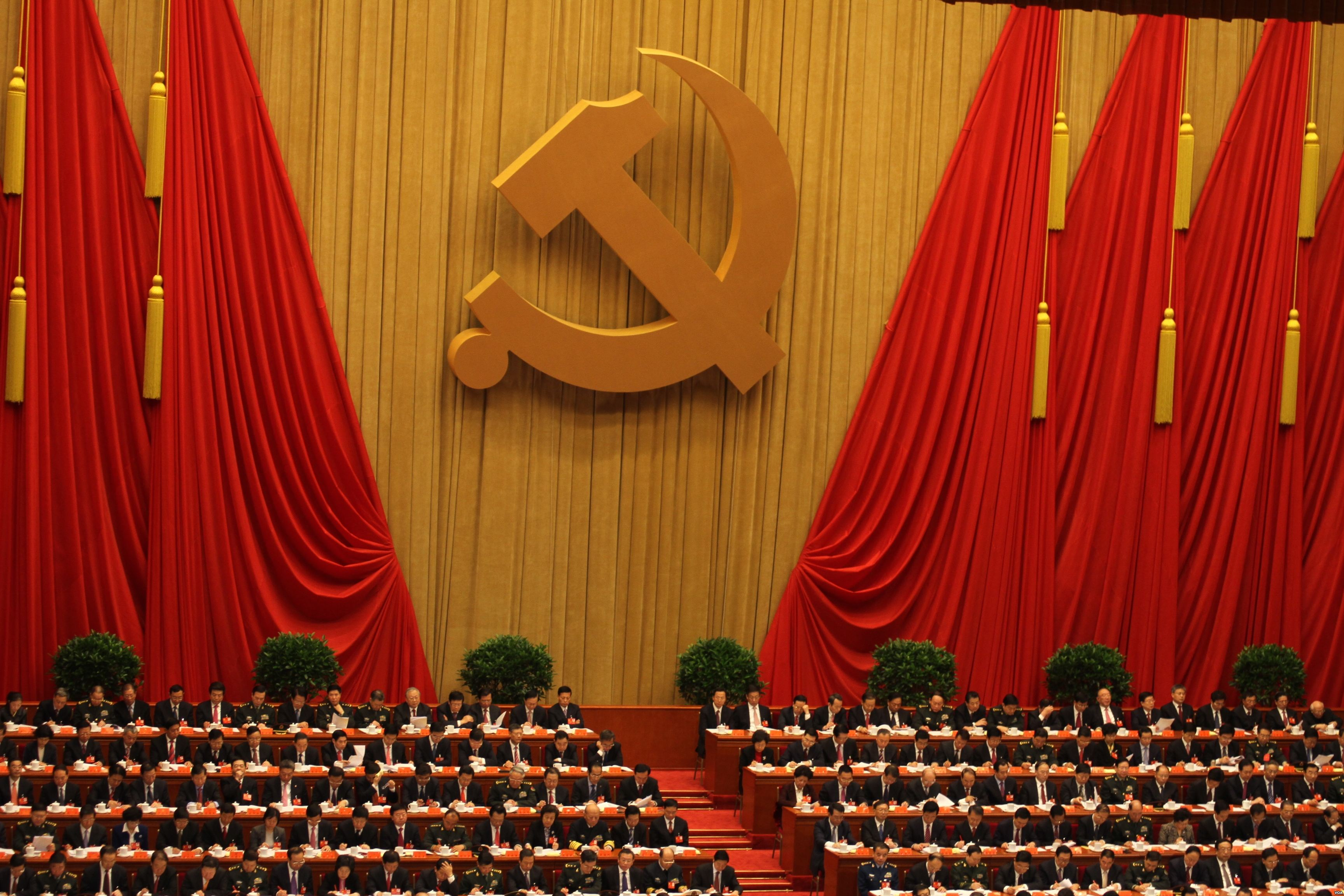
Artonde Nationalkongressen

Den artonde centralkommittén i Kinas kommunistiska parti valdes på Kinas kommunistiska partis sjuttonde kongress i november 2012 och har en mandatperiod fram till partikongressen 2017. Av centralkommitténs 205 ordinarie ledamöter är endast tio kvinnor. Vid sitt första plenarsammanträde valde centralkommittén den artonde politbyrån i Kinas kommunistiska parti.

## Centralkommittén i Kinas kommunistiska parti
| 1. Yu Guangzhou (于广洲) 2. Xi Jinping (习近平) 3. Ma Kai (马凯) 4. Ma Biao (马飚), zhuang 5. Ma Xingrui (马兴瑞) 6. Ma Xiaotian (马晓天) 7. Wang Jun (王君) 8. Wang Xia (王侠), kvinna 9. Wang Min (王珉) 10. Wang Yong (王勇) 11. Wang Chen (王晨) 12. Wang Yi (王毅) 13. Wang Sanyun (王三运) 14. Wang Wanbin (王万宾) 15. Wang Yupu (王玉普) 16. Wang Zhengwei (王正伟), huikines 17. Wang Dongming (王东明) 18. Wang Guangya (王光亚) 19. Wang Weiguang (王伟光) 20. Wang Anshun (王安顺) 21. Wang Zhigang (王志刚) 22. Wang Qishan (王岐山) 23. Wang Huning (王沪宁) 24. Wang Guosheng (王国生) 25. Wang Xuejun (王学军) 26. Wang Jianping (王建平) 27. Wang Shengjun (王胜俊) 28. Wang Hongyao (王洪尧) 29. Wang Xiankui (王宪魁) 30. Wang Guanzhong (王冠中) 31. Wang Jiarui (王家瑞) 32. Wang Jiaocheng (王教成) 33. Wang Xinxian (王新宪) 34. Wang Rulin (王儒林) 35. Zhi Shuping (支树平) 36. You Quan (尤权) 37. Che Jun (车俊) 38. Yin Weimin (尹蔚民) 39. Bayanqolu (巴音朝鲁), mongol 40. Bagatur (巴特尔), mongol 41. Lu Zhangong (卢展工) 42. Ye Xiaowen (叶小文) 43. Tian Zhong (田中) 44. Tian Xiusi (田修思) 45. Padma Thrinley (白玛赤林), tibetan 46. Bai Chunli (白春礼), manchu 47. Ling Jihua (令计划) 48. Ji Bingxuan (吉炳轩) 49. Zhu Xiaodan (朱小丹) 50. Zhu Fuxi (朱福熙) 51. Quan Zhezhu (全哲洙), korean 52. Liu Peng (刘鹏) 53. Liu Yuan (刘源) 54. Liu He (刘鹤) 55. Liu Yunshan (刘云山) 56. Liu Yazhou (刘亚洲) 57. Liu Chengjun (刘成军) 58. Liu Weiping (刘伟平) 59. Liu Yandong (刘延东), kvinna 60. Liu Qibao (刘奇葆) 61. Liu Xiaojiang (刘晓江) 62. Liu Jiayi (刘家义) 63. Liu Yuejun (刘粤军) 64. Liu Fulian (刘福连) 65. Xu Dazhe (许达哲) 66. Xu Qiliang (许其亮) 67. Xu Yaoyuan (许耀元) 68. Sun Huaishan (孙怀山) 69. Sun Jianguo (孙建国) 70. Sun Chunlan (孙春兰), kvinna 71. Sun Zhengcai (孙政才) 72. Sun Sijing (孙思敬) 73. Su Shulin (苏树林) 74. Du Qinglin (杜青林) 75. Du Jincai (杜金才) 76. Du Hengyan (杜恒岩) 77. Li Wei (李伟) 78. Li Bin (李斌), kvinna 79. Li Congjun (李从军) 80. Li Dongsheng (李东生) 81. Li Liguo (李立国) 82. Li Jiheng (李纪恒) 83. Li Keqiang (李克强) 84. Li Xueyong (李学勇) 85. Li Jianhua (李建华) 86. Li Jianguo (李建国) 87. Li Hongzhong (李鸿忠) 88. Li Yuanchao (李源潮) 89. Yang Jing (杨晶), mongol 90. Yang Chuantang (杨传堂) 91. Yang Jinshan (杨金山) 92. Yang Dongliang (杨栋梁) 93. Yang Jiechi (杨洁篪) 94. Yang Huanning (杨焕宁) 95. Xiao Gang (肖钢) 96. Xiao Jie (肖捷) 97. Wu Changde (吴昌德) 98. Wu Shengli (吴胜利) 99. Wu Aiying (吴爱英), kvinna 100. Wu Xinxiong (吴新雄) 101. He Yiting (何毅亭) 102. Leng Rong (冷溶) 103. Wang Yang (汪洋) 104. Wang Yongqing (汪永清) 105. Shen Yueyue (沈跃跃), kvinna 106. Shen Deyong (沈德咏) 107. Song Dahan (宋大涵) 108. Song Xiuyan (宋秀岩), Female 109. Zhang Yang (张阳) 110. Zhang Mao (张茅) 111. Zhang Yi (张毅) 112. Zhang Youxia (张又侠) 113. Zhang Shibo (张仕波) 114. Zhang Qingwei (张庆伟) 115. Zhang Qingli (张庆黎) 116. Zhang Zhijun (张志军) 117. Zhang Guoqing (张国清) 118. Zhang Baoshun (张宝顺) 119. Zhang Chunxian (张春贤) 120. Zhang Gaoli (张高丽) 121. Zhang Haiyang (张海阳) 122. Zhang Yijiong (张裔炯) 123. Zhang Dejiang (张德江) 124. Lu Hao (陆昊) 125. Chen Xi (陈希) 126. Chen Lei (陈雷) 127. Chen Quanguo (陈全国) 128. Chen Qiufa (陈求发), miao 129. Chen Baosheng (陈宝生) 130. Chen Zhenggao (陈政高) 131. Chen Min'er (陈敏尔) 132. Nur Bekri (努尔·白克力), uigur 133. Miao Wei (苗圩) 134. Fan Changlong (范长龙) 135. Lin Jun (林军) 136. Lin Zuoming (林左鸣) 137. Shang Fulin (尚福林) 138. Luo Zhijun (罗志军) 139. Luo Baoming (罗保铭) 140. Zhou Ji (周济) 141. Zhou Qiang (周强) 142. Zhou Benshun (周本顺) 143. Zhou Shengxian (周生贤) 144. Zheng Weiping (郑卫平) 145. Fang Fenghui (房峰辉) 146. Meng Xuenong (孟学农) 147. Meng Jianzhu (孟建柱) 148. Xiang Junbo (项俊波) 149. Zhao Shi (赵实), kvinna 150. Zhao Zhengyong (赵正永) 151. Zhao Leji (赵乐际) 152. Zhao Keshi (赵克石) 153. Zhao Kezhi (赵克志) 154. Zhao Zongqi (赵宗岐) 155. Zhao Hongzhu (赵洪祝) 156. Hu Zejun (胡泽君), kvinna 157. Hu Chunhua (胡春华) 158. Yu Zhengsheng (俞正声) 159. Jiang Daming (姜大明) 160. Jiang Yikang (姜异康) 161. Luo huining (骆惠宁) 162. Qin Guangrong (秦光荣) 163. Yuan Chunqing (袁纯清) 164. Yuan Guiren (袁贵仁) 165. Geng Huichang (耿惠昌) 166. Nie Weiguo (聂卫国) 167. Li Zhanshu (栗战书) 168. Jia Ting'an (贾廷安) 169. Xia Baolong (夏宝龙) 170. Tie Ning (铁凝), kvinna 171. Xu Shousheng (徐守盛) 172. Xu Shaoshi (徐绍史) 173. Xu Fenlin (徐粉林) 174. Gao Hucheng (高虎城) 175. Guo Shengkun (郭声琨) 176. Guo Jinlong (郭金龙) 177. Guo Gengmao (郭庚茂) 178. Guo Shuqing (郭树清) 179. Huang Xingguo (黄兴国) 180. Huang Qifan (黄奇帆) 181. Huang Shuxian (黄树贤) 182. Cao Jianming (曹建明) 183. Qi Jianguo (戚建国) 184. Chang Wanquan (常万全) 185. Lu Xinshe (鹿心社) 186. Peng Yong (彭勇) 187. Peng Qinghua (彭清华) 188. Jiang Dingzhi (蒋定之) 189. Jiang Jianguo (蒋建国) 190. Jiang Jiemin (蒋洁敏) 191. Han Zheng (韩正) 192. Han Changfu (韩长赋) 193. Jiao Huancheng (焦焕成) 194. Xie Fuzhan (谢伏瞻) 195. Qiang Wei (强卫) 196. Lou Jiwei (楼继伟) 197. Xie Zhenhua (解振华) 198. Chu Yimin (褚益民) 199. Cai Wu (蔡武) 200. Cai Mingzhao (蔡名照) 201. Cai Yingting (蔡英挺) 202. Cai Fuchao (蔡赴朝) 203. Luo Shugang (雒树刚) 204. Wei Liang (魏亮) 205. Wei Fenghe (魏凤和) | 1. Ma Jiantang (马建堂) 2. Wang Zuo'an (王作安) 3. Mao Wanchun (毛万春) 4. Liu Xiaokai (刘晓凯), miao 5. Chen Zhirong (陈志荣), li 6. Jin Zhenji (金振吉), korean 7. Zhao Xiangeng (赵宪庚) 8. Xian Hui (咸辉), kvinna, huikines 9. Mo Jiancheng (莫建成) 10. Cui Bo (崔波) 11. Shu Xiaoqin (舒晓琴), kvinna 12. Ma Shunqing (马顺清), huikines 13. Wang Jianjun (王建军) 14. Zhu Mingguo (朱明国), li 15. Liu Xuepu (刘学普), tujia 16. Li Qiang (李强) 17. Yang Chongyong (杨崇勇), manchu 18. Yu Yuanhui (余远辉), yao 19. Chen Wu (陈武), zhuang 20. Chen Mingming (陈鸣明), buyi 21. Zhu Yanfeng (竺延风) 22. Zheng Qunliang (郑群良) 23. Zhao Jin (赵金), yi 24. Zhao Lixiong (赵立雄), bai 25. Zhao Shucong (赵树丛) 26. Duan Chunhua (段春华) 27. Losang Gyaltsen (洛桑江村), tibetan 28. Qian Zhimin (钱智民) 29. Gao Jin (高津) 30. Gao Guangbin (高广滨) 31. Liang Guoyang 梁国扬() 32. Chen Yiqin (谌贻琴), kvinna, bai 33. Han Yong (韩勇) 34. Lan Tianli (蓝天立), zhuang 35. Zhan Wenlong (詹文龙) 36. Pan Liangshi (潘良时) 37. Ai Husheng (艾虎生) 38. Danko (旦科), tibetan 39. Ren Xuefeng (任学锋) 40. Liu Sheng (刘胜) 41. Liu Hui (刘慧)), kvinna, hui 42. Li Shixiang (李士祥) 43. Li Baoshan (李宝善) 44. Li Jiayang (李家洋) 45. Yang Yue (杨岳) 46. Yang Xuejun (杨学军) 47. Zhang Jie (张杰) 48. Zhang Daili (张岱梨), kvinna 49. Zhang Jianping (张建平) 50. Chen Chuanping (陈川平) 51. Hao Peng (郝鹏) 52. Ke Zunping (柯尊平) 53. Lou Qinjian (娄勤俭) 54. Yao Yinliang (姚引良) 55. Xia Jie (夏杰), kvinna, hui 56. Xu Songnan (徐松南) 57. Jiang Weilie (蒋伟烈) 58. Wan Lijun (万立骏) 59. Wang Huizhong (王辉忠) 60. Niu Zhizhong (牛志忠) 61. Deng Kai (邓凯) 62. Ye Hongzhuan (叶红专), tujia 63. Erkenjan Turahun (尔肯江·吐拉洪), uigur 64. Liu Yuting (刘玉亭) 65. Liu Shiquan (刘石泉) 66. Li Kang (李康), kvinna, zhuang 67. Li Changping (李昌平), tibetan 68. Yang Weize (杨卫泽) 69. Chen Zuoning (陈左宁), kvinna 70. Nurlan Abelmanjen (努尔兰·阿不都满金), kazak 71. Lin Duo (林铎) 72. Jin Zhuanglong (金壮龙) 73. Zhao Aiming (赵爱明), kvinna 74. Qin Yizhi (秦宜智) 75. Qin Yinhe (秦银河) 76. Gao Jianguo (高建国) 77. Guo Jianbo (郭剑波) 78. Huang Kunming (黄坤明) 79. Huang Xinchu (黄新初) 80. Cao Shumin (曹淑敏), kvinna 81. Ge Huijun (葛慧君), kvinna 82. Zeng Wei (曾维) 83. Yu Weiguo (于伟国) 84. Wang Ning (王宁) 85. Wang Jun (王军) 86. Wang Jian (王健) 87. Lu Xiwen (吕锡文), kvinnor 88. Ruan Chengfa (阮成发) 89. Li Xi (李希) 90. Li Qun (李群) 91. Li Yunfeng (李云峰) 92. Li Guoying (李国英) 93. Wu Manqing (吴曼青) 94. Shen Suli (沈素琍), kvinna 95. Fan Changmi (范长秘) 96. Ouyang Jian (欧阳坚), bai 97. Zhao Yupei (赵玉沛) 98. Huang Lixin (黄莉新), kvinna 99. Gong Ke (龚克) 100. Liang Liming (梁黎明), kvinna 101. Dao Linyin (刀林荫), kvinna, dai 102. Ma Weiming (马伟明) 103. Wang Min (王敏) 104. Wang Wentao (王文涛) 105. Niu Hongguang (牛红光) 106. Mao Chaofeng (毛超峰) 107. Gongpo Tashi (公保扎西), tibetan 108. Zhu Shanlu (朱善璐) 109. Ren Hongbin (任洪斌) 110. Tang Tao (汤涛) 111. Li Jincheng (李金城) 112. Li Xiansheng (李宪生) 113. Li Peilin (李培林) 114. Wu Zhenglong (吴政隆) 115. Zhang Xiaoming (张晓明) 116. Zhang Xiwu (张喜武) 117. Zhang Ruimin (张瑞敏) 118. Zhang Ruiqing (张瑞清) 119. Shang Yong (尚勇) 120. Hu Heping (胡和平) 121. Ni Yuefeng (倪岳峰) 122. Yin Fanglong (殷方龙) 123. Cao Guangjing (曹广晶) 124. Lei Chunmei (雷春美), kvinna, she 125. Wang Yongchun (王永春) 126. Xu Linping (许林平) 127. Sun Jinlong (孙金龙) 128. Jin Donghan (金东寒) 129. He Fuchu (贺福初) 130. Xia Deren (夏德仁) 131. E Jingping (鄂竟平) 132. Jiang Chaoliang (蒋超良) 133. Ma Zhengqi (马正其) 134. Shi Taifeng (石泰峰) 135. Li Yumei (李玉妹), kvinna 136. Yang Hui (杨晖) 137. Wu Changhai (吴长海) 138. Song Liping (宋丽萍), kvinna 139. Zhang Yesui (张业遂) 140. Chen Run'er (陈润儿) 141. Jiang Jianqing (姜建清) 142. Mei Kebao (梅克保) 143. Pan Yiyang (潘逸阳) 144. Ding Xuexiang (丁薛祥) 145. Wulan (乌兰), Female, Mongolian 146. Sun Shougang (孙守刚) 147. Li Jia (李佳) 148. Zhao Yong (赵勇) 149. Xu Lejiang (徐乐江) 150. Cao Qing (曹清) 151. Cai Zhenhua (蔡振华) 152. Wan Qingliang (万庆良) 153. Yin Li (尹力) 154. Du Jiahao (杜家毫) 155. Li Chuncheng (李春城) 156. He Lifeng (何立峰) 157. Chen Gang (陈刚) 158. Wang Rong (王荣) 159. Ji Lin (吉林) 160. Liu Jian (刘剑) 161. Li Bing (李冰) 162. Zhang Xuan (张轩), Female 163. Hu Xiaolian (胡晓炼), Female 164. Guo Mingyi (郭明义) 165. Wang Xiaochu (王晓初) 166. Jiang Xiaojuan (江小涓), Female 167. Wang Hongzhang (王洪章) 168. Hu Huaibang (胡怀邦) 169. Yi Xiaoguang (乙晓光) 170. Qiu He (仇和) 171. Li Xiaopeng (李小鹏) |